# Bernard Natan
Bernard Natan, gebürtig Nuham Tannenzaft, (* 14. Juli 1886 in Jassy, Rumänien; † 1942 im KZ Auschwitz, Deutsches Reich) war ein französischer Filmregisseur und Filmproduzent rumänischer Herkunft. In der Zwischenkriegszeit gründete er mit der Fusion zweier Firmen Frankreichs größte Filmproduktionsfirma Pathé-Natan. 1938 wurde Natan als angeblicher Betrüger inhaftiert und 1942 vom Vichy-Regime an die deutschen Besatzer für den Transport ins KZ Auschwitz-Birkenau ausgeliefert.

## Anfänge als Regisseur und Unternehmer
Bernard Natan verließ im Jahr 1905 Rumänien und ging nach Frankreich, wo er zuerst Arbeit als Filmvorführer fand. 1909 heiratete er Marie-Louise Chatillon, mit der er zwei Kinder hatte. Im Jahr 1910 gründete er mit drei Teilhabern das Unternehmen Ciné Actualités. Drei Jahre später folgten das Filmstudio Rapid Films sowie die Filmzeitschrift Rapid Publicité. Im Ersten Weltkrieg kämpfte er als Freiwilliger bis zu seiner Verwundung in der Champagne 13 Monate in der 97e Division d'Infanterie (zweifache Belobigung im Tagesbefehl) und erhielt das Croix de guerre als Auszeichnung und nach seiner Entlassung als Sergeant 1921 die französische Staatsbürgerschaft als Kriegsveteran. Sein Filmstudio expandierte. 1924 bekam Natans Firma den Auftrag, über die Olympischen Spiele in Paris zu berichten. Im Jahr 1926 gründete er schließlich mit Henri Diamant-Berger und John Maxwell die Productions Natan. Natan ist die Entstehung der Filmindustrie in Frankreich zu verdanken. Die 1926 errichteten Studios in der 6 Rue Francoeur  beherbergen seit 15. Februar 1999 La Fémis, die größte und bedeutendste Filmhochschule in Frankreich.
Die Rezeption der Regietätigkeit Natans in den 1920er Jahren gestaltet sich sehr unterschiedlich. Von einer einzigen Quelle (Saude) wird er als der Regisseur von pornografischen Filmen in Frankreich neben Dominique bezeichnet, andere Quellen streiten genau dies ab und führen diesen Ruf auf Verleumdungskampagnen früherer Geschäftspartner und antisemitischer Kräfte zurück. Es ist nicht klar, ob sich bei einigen Produktionen seines Studios in den zwanziger Jahren um pornographische Filme für ein gehobeneres Publikum oder eher um häufiger anzutreffende „frivole“ Filme handelte, die jedoch in der Darstellung niemals explizit waren. In manchen Quellen werden seiner Produktionsfirma fast alle pornografischen Filme mit bi- und homosexuellen sowie masochistischen Inhalten zugeschrieben.

## Studio Pathé-Natan
Im Februar 1929 schätzte er die zukünftigen Erfolge des Tonfilms anders ein als die anderen großen Filmstudios und Produzenten in Frankreich. Unter dem Namen Pathé-Natan übernahm er das Pathé-Studio.
Von 1929 bis 1935 produzierte das neue Studio 70 Spielfilme. Zu den Regisseuren, die für Pathé-Natan arbeiteten, zählten unter anderem Marcel L’Herbier, Jacques de Baroncelli, René Clair, Jean Grémillon, Jacques Prévert sowie Maurice und Jacques Tourneur. Bei den Schauspielern sind vor allem Raimu, Jean Gabin und Renée Saint-Cyr hervorzuheben. Als Franzose jüdischen Glaubens produzierte er 1934 René Clairs Film Le dernier milliardaire, in dem Adolf Hitler lächerlich gemacht wurde, was ihm Probleme mit französischen Nationalsozialisten einbrachte. Daneben wurde der Vertrieb der französischsprachigen Versionen zahlreicher ausländischer Produktionen – wie zum Beispiel Mickey Mouse – sichergestellt. Zudem erwarb das Unternehmen Anteile an einer Rundfunkstation und einige frühe Patente in der Cinemascope- und in der Fernsehtechnik.
Als Spätfolge der komplizierten Pathé-Übernahme, vor allem aber als Opfer einer xenophoben und antisemitischen Kampagne geriet Natan in finanzielle Schwierigkeiten und musste 1936 die Zahlungsunfähigkeit erklären. Dabei muss zwischen den Kinobetrieben und der Filmproduktion unterschieden werden, welche bis zuletzt profitabel betrieben worden waren (auch die Kinosparte sollte später ihre Verbindlichkeiten einschließlich der Verzugszinsen begleichen können). Anschließend gründete sein Bruder Emile Natan die Produktionsgesellschaft Les Films modernes, während Bernard Natan in den Studios von Paramount in Saint-Maurice arbeitete.
Im Dezember 1938 wurde Natan verhaftet. In den Jahren 1939 und nochmals 1941 wurde er wegen Betrugs verurteilt und musste eine Haftstrafe antreten. Dort befand er sich noch, als die Deutschen 1940 Paris einnahmen. Nach seiner Freilassung 1942 wurde er am 23. September 1942, am Vorabend der Razzia gegen rumänische Juden in Paris, nach Aberkennung der französischen Staatsbürgerschaft als Staatenloser im frz. Sammellager Drancy bei Paris interniert und am nächsten Tag, 24. September 1942, mit dem Zugtransport 37 ins NS-Vernichtungslager Auschwitz deportiert.
Natan hatte – anders als sein Geschäftspartner und späterer Widersacher Charles Pathé – deshalb keine Möglichkeit, rückblickend seine Sicht der Dinge darzustellen. Es ist unklar, inwiefern das Bild des Regisseurs pornographischer Filme und des schlechten Geschäftsmanns den Tatsachen entspricht oder den genannten Kampagnen entsprungen ist.

## Filmografie (Auswahl)
als Produzent:
- 1926: Die Schloßherrin vom Libanon (La châtelaine du Liban)
- 1928: La merveilleuse vie de Jeanne d'Arc – fille lorraine. (Das wunderbare Leben der Jeanne d’Arc – eine Tochter Lothringens.)
- 1932: Die hölzernen Kreuze (Les croix de bois)
- 1933: Charlemagne, Regie: Yves Mirande
- 1934: Le dernier milliardaire, Regie: René Clair
- 1938: Hafen im Nebel (Le Quai des brumes), Regie: Marcel Carné

## Dokumentarfilm
- Natan – Frankreichs unbekanntes Kinogenie. (OT: Natan.) Dokumentarfilm, Irland, 2013, 66 Min., Buch und Regie: Paul Duane, David Cairns, Produktion: Reel Art Film, Screenworks, deutsche Erstsendung: 16. August 2016 bei arte: Inhaltsangabe, Besprechungen: Pamela Hutchinson und in der Süddt. Ztg.[8] 
 (Darin kritisiert unter anderem Serge Klarsfeld die an sich haltlose Darstellung Natans als Pornograf als gezielten Rufmord bei den Übernahmeversuchen der Firma Pathé-Natan.)